# شهرستان چنگده
شهرستان چنگده (به لاتین: Chengde County) یک منطقهٔ مسکونی در چین است که در چنگده واقع شده‌است.